# Micrathena bifida
Micrathena bifida là một loài nhện trong họ Araneidae.
Loài này thuộc chi Micrathena. Micrathena bifida được Władysław Taczanowski miêu tả năm 1879.